# Übersee-Funkempfangsstelle Lüchow

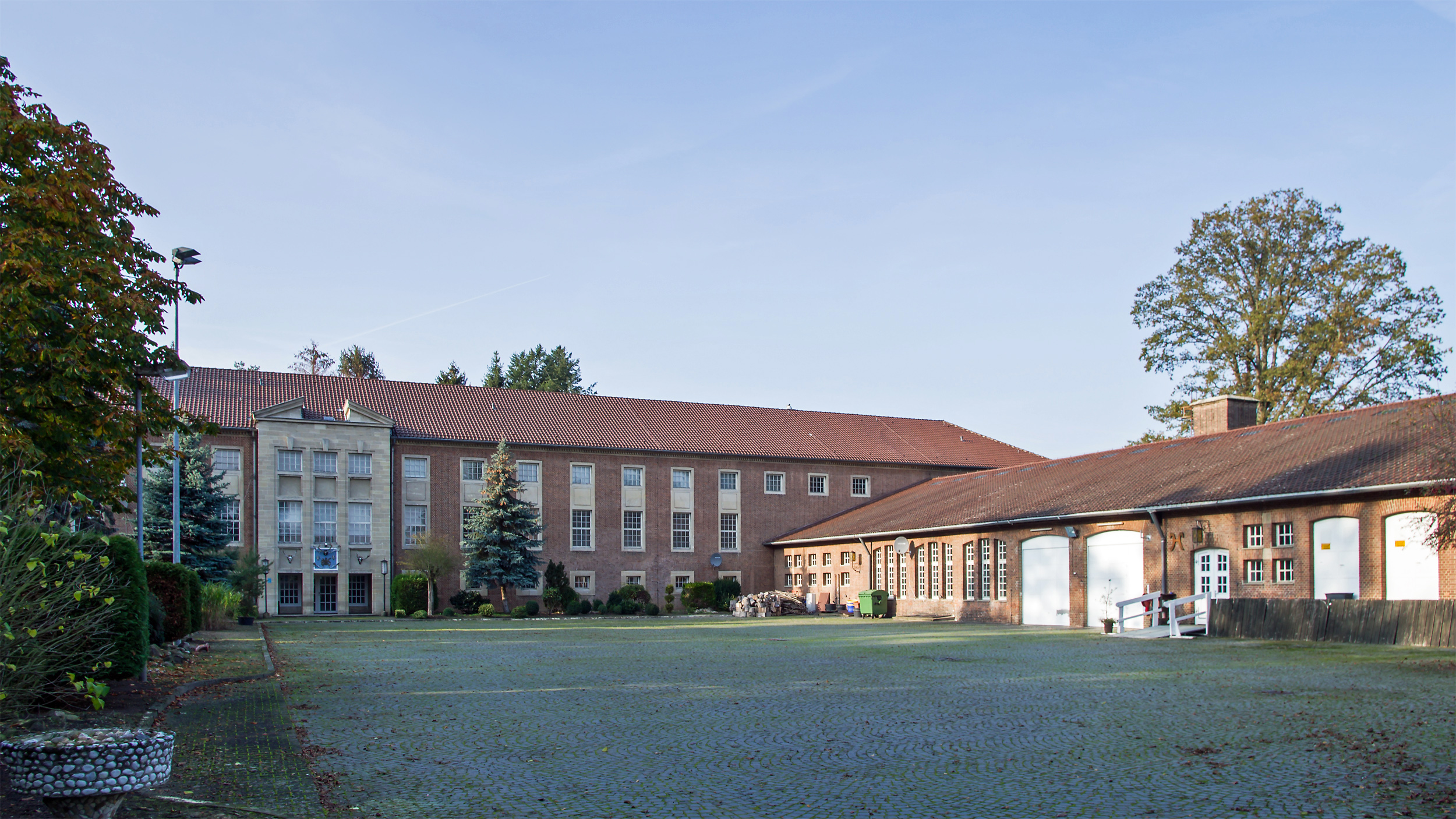
Übersee-Funkempfangsstelle Lüchow, Hauptgebäude (2019)

Die Übersee-Funkempfangsstelle Lüchow (ÜFESt oder auch ÜEFuSt) war zwischen 1948 und 1987 eine der großen Funkempfangsstellen der Deutschen Bundespost für zivile Fernmeldenutzung. Über sie wurde per Kurzwellenfunk weltweit Fernschreib-, Telegramm- und Fernsprechdienst abgewickelt.

## Entstehung
Bis 1932 wurden alle Übersee-Funkverbindungen von der damaligen Funkbetriebsgesellschaft Transradio betrieben. Die Hauptfunkstellen dieser Gesellschaft waren die Sendefunkstelle Nauen und die Empfangsfunkstelle Beelitz bei Berlin.
Wegen des wachsenden Überseefunkverkehrs sah sich das damalige Reichspostzentralamt 1937 veranlasst, mit Planungsarbeiten für eine neue Empfangsstation zu beginnen. Während der Planung wurden verschiedene Gegenden auf Eignung untersucht. Dabei ging es um mehrere Bedingungen: weit weg von Störquellen jeglicher Art (Industrie, Hochspannungsanlagen, große Siedlungen etc.) und möglichst gute Bodenleitfähigkeit. Die Wahl fiel auf ein sumpfiges Gelände im Wendland, östlich der Stadt Lüchow, weitab von größeren Siedlungen. (Nächstgelegene Ortschaften sind Krautze [rund 1,5 km nordöstlich] sowie im Zwei-Kilometer-Radius Künsche [nordwestlich], Kolborn [südwestlich] und Woltersdorf [südlich]). Es wurde insgesamt Grund von ca. 600 ha erworben. Das Gelände wird durch den Luciekanal zur Jeetzel hin entwässert.
Der Bau der Stationsgebäude begann 1938/39; sie wurden 1942 fertiggestellt. Die funktechnischen Einrichtungen einschließlich der Antennen wurden von Telefunken geliefert und in den Jahren bis 1944 aufgebaut. Im Dezember 1944 nahm die Empfangsfunkstelle offiziell ihren Betrieb auf. Während der Jahre bis 1947 wurde die Stelle kriegsbedingt nicht als Betriebsstelle für den zivilen Funkverkehr genutzt.

## Der Betrieb

### Funkbetrieb
Erst ab Ende 1947 begann die ursprünglich vorgesehene zivile Nutzung als Übersee-Empfangsfunkstelle mit der Eröffnung der ersten Telefonie-Funklinie Hamburg–Rio de Janeiro. Ihr folgte im Mai 1948 die Linie nach Buenos Aires. Am Ende des Jahres 1948 gab es bereits sieben feste Funklinien nach Übersee und die ersten europäischen Verbindungen nach Lissabon und Barcelona waren in Betrieb gegangen.
Die Mehrzahl der Verbindungen waren Telegrafie-Verbindungen, bei denen die Telegrammübermittlung manuell in Morsetastfunk abgewickelt wurde. Diese wurden bis 1951 neben den eigentlichen Aufgaben des Seefunks durch die Küstenfunkstation Norddeich Radio (Funkrufzeichen DAN) bedient.

#### Telegrammdienst
Ab 1950 waren es insgesamt 24 feste Funklinien, unter anderem nach Ankara, Bangkok, Bombay, Buenos Aires, Kairo, Kalkutta, Lima, Manila, Osaka und Seoul. Monatlich wurden zu der Zeit beachtliche 12.000–14.000 Funktelegramme abgearbeitet. 
Um eine Vorstellung von der Qualifizierung der Funker zu bekommen, ist hier als Beispiel ein 32 Worte umfassendes Telegramm zu hören. Das Bild zeigt das Telegramm in Papierform zu der Audio-Datei. Die Telegramme mussten fehlerfrei aufgenommen werden und bei der Aufnahme sofort mit Schreibmaschine oder Fernschreiber zur Weitergabe an das Telegrafenamt in Hamburg geschrieben werden. Keine leichte Aufgabe bei einer Zeichengeschwindigkeit von 125 Zeichen/Minute und Empfangsbeeinträchtigungen durch Schwund und Störgeräusche.

Beispieltelegramm mit 32 Worten
- Hörbeispiel: Dieses Telegramm in Morsetastung mit 125 Zeichen/min über Kurzwelle

Das Beispiel ist nur ca. 90 sec lang. Eine Schicht betrug aber acht Stunden einschließlich kleiner Erholungspausen. Die Qualität der Telegrammaufnahme sollte auch im Verlaufe einer Schicht nicht nachlassen. Dazu gehörte nicht nur sehr viel Übung, sondern auch eine besondere Begabung. Neben der Telegramm-Annahme wurden auch Telegramme versendet. Die Zeichen wurden im gleichen Tempo von Hand mit einer Morsetaste gegeben. Wegen ihrer Präzision kam immer die Morsetaste Junker M.T. zur Anwendung. Die meisten Funker waren zuvor in der Seefahrt oder bei einer Küstenfunkstelle tätig.
1952 wurden die letzten Morse-Telegrafie-Verbindungen nach Rio und Lima auf Funkfernschreiben umgestellt und die bis dahin benötigten hochqualifizierten Funker wurden überflüssig. Die Gesamtzahl der Funklinien stieg bis 1953 auf über 40.

#### Das Ende der Kurzwellenübertragung
Vor der Schließung der Schwesterstation ÜEFuSt Eschborn bei Frankfurt Ende 1969 übernahm Lüchow die letzten acht Linien von dort. Damit bestanden dann 33 Verbindungen mit insgesamt 8 Telefonkanälen und 119 Fernschreibkanälen.
Durch die fortschreitende weltweite Vernetzung mit Übersee-Kabel- und Satellitenverbindungen verlor der Kurzwellenfunk seit Anfang der 1970er Jahre zunehmend an Bedeutung. So zählte man in Lüchow am Ende des Jahres 1973 nur noch 20 Linien und 1986 nur noch eine Fernschreibverbindung nach Kabul/Afghanistan. Diese wurde schließlich im selben Jahr als letzte Verbindung abgeschaltet und damit der Betrieb endgültig eingestellt.

### Funkwetter-Beobachtung
Neben dem Empfangsdienst für die Fernsprech- und Fernschreiblinien wurde 1966 eine Funkwetter-Beobachtungsstelle eingerichtet. Sie übernahm damals die Aufgaben von der Stelle in Detmold. Die gesammelten Funk-Wetterdaten wurden von hier an das Fernmeldetechnische Zentralamt (FTZ) weitergegeben und dort mit den Daten anderer Stellen zu einer Funkwetter-Voraussage zusammengefasst. Erst zum Ende der 70er Jahre wurde dieser Dienst in Lüchow aus Kostengründen aufgegeben und zum Auswertezentrum in Darmstadt verlegt.

### Betriebsarten
- A1 Morsetelegrafie in Handaufnahme für Telegrammübermittlung
- A1A Morsetelegrafie Maschinenaufnahme
- F1 Fernschreibempfang, 1 Kanal
- F6/ F6A Fernschreibempfang, WTK mit 2, 4 oder 8 Kanälen (WTK =  Wechselstrom-Telegrafie-Einrichtung für Kurzwellen-Funkverbindungen)
- A3J Telefonie Einseitenband
- A7A Fernschreib-MUX Einseitenband mit vermindertem Träger
- A9B Empfang von Sendungen mit unterschiedlichen Seitenbändern und reduziertem Träger (Telefonie/ Fernschreiben)

## Gerätepark

### Antennen

Räumliche Anordnung der Großrhomben bei der Empfangsfunkstelle Lüchow (1953)

Begonnen wurde 1949 mit 3 horizontalen Dipolen, 13 Großrhomben für den Frequenzbereich von 6 bis 26 MHz und einer Rundempfangsantenne. 1950 fand eine Erweiterung des Antennenparks auf 8 Dipole, 17 Rhomben und eine Kreuzrahmenantenne für Langwellen statt. 1952 folgten weitere 9 Rhomben. Im Endausbau waren insgesamt 44 Antennen in Betrieb. Der zugehörige Antennenverteiler („Antennenbahnhof“) war in einem kreisrunden Anbau am Empfängersaal untergebracht. Den Fußboden schmückte eine Windrose, an deren Ausrichtung sich in etwa die Belegung des Verteilers mit den Antennen orientierte. Der Verteiler war für die Verteilung von bis zu 100 Antennen auf 120 Empfänger ausgelegt. Die Rhomben hatten eine Auslegungsfrequenz von 18 MHz mit einem Gewinn von ca. 20 dB. Die jeweils 180 m langen Antennen waren in einer Höhe von 21 m über Grund aufgehängt. 12 Antennen konnten in beiden Richtungen genutzt werden. Für alle Richtungen gab es je zwei Antennen mit einem Abstand von mehreren Wellenlängen in Empfangsrichtung, sodass sie für einen Diversity-Empfang verwendet werden konnten. Eine Spezialität war die Zusammenschaltung zweier Rhomben (der Antennen 25 und 26 in Richtung 232°) in einer Versuchsanordnung von Telefunken zu einer MUSA (Multiple Unit Steerable Antenna) nach einer Erfindung von Harald T. Friis. Der Versuch wurde aus wirtschaftlichen Gründen beendet, die Antennen blieben zur weiteren Verwendung vor Ort.

#### Die Antennen mit Zielen und Entfernungen
| Empfang von    | Azimut Grad | Distanz [km] | Rhombus Nr. | Diversity mit Nr. |
| -------------- | ----------- | ------------ | ----------- | ----------------- |
| Oslo           | 6           | 663          | 8           | 7                 |
| Stockholm      | 38          | 790          | 23          | 24                |
| Helsinki       | 40          | 1161         | 23          | 24                |
| Osaka          | 44          | 8879         | 23          | 24                |
| Seoul          | 48          | 8187         | 23          | 24                |
| Taipeh         | 59          | 9041         | 21          | 22                |
| Manila         | 66          | 9966         | 21          | 22                |
| Moskau         | 70          | 1733         | 21          | 22                |
| Melbourne      | 80          | 16205        | 19          | 20                |
| Bangkok        | 82          | 8767         | 19          | 20                |
| Kalkutta       | 86          | 7178         | 19          | 20                |
| Bandung        | 88          | 11157        | 17          | 18                |
| Kabul          | 90          | 4931         | 17          | 18                |
| Karatschi      | 101         | 5734         | 15          | 16                |
| Bombay         | 101         | 6423         | 15          | 16                |
| Teheran        | 105         | 3659         | 15          | 16                |
| Berlin         | 107         | 149          | 15          | 16                |
| Bagdad         | 116         | 3398         | 13          | 14                |
| Ankara         | 123         | 2185         | 11          | 12                |
| Bukarest       | 125         | 1448         | 11          | 12                |
| Beirut         | 128         | 2859         | 11          | 12                |
| Dschidda       | 134         | 4383         | 9           | 10                |
| Belgrad        | 140         | 1123         | 9           | 10                |
| Kairo          | 140         | 3003         | 9           | 10                |
| Wien           | 140         | 805          | 9           | 10                |
| Athen          | 145         | 1922         | 9           | 10                |
| Addis Abeba    | 148         | 5324         | 9           | 10                |
| Rom            | 170         | 1364         | 7           | 8                 |
| Kapstadt       | 173         | 9811         | 7           | 8                 |
| Leopoldville   | 173         | 6506         | 7           | 8                 |
| Barcelona      | 205         | 1509         | 5           | 6                 |
| Madrid         | 219         | 1800         | 3           | 4                 |
| Rio de Janeiro | 227         | 9911         | 3           | 4                 |
| Buenos Aires   | 231         | 12023        | 1           | 2                 |
| Lissabon       | 234         | 2266         | 1           | 2                 |
| Asuncion       | 237         | 10881        | 1           | 2                 |
| Santiago       | 242         | 12373        | 22          | 21                |
| Lima           | 262         | 11109        | 20          | 19                |
| Bogota         | 268         | 9182         | 18          | 17                |
| New York       | 293         | 6063         | 14          | 13                |
| Montreal       | 297         | 5696         | 14          | 13                |
| Chicago        | 302         | 6780         | 12          | 11                |

### Empfänger
Die Bestückung bestand 1948 aus 30 Telefunken-Großstationsempfängern E459 und wurde ständig erweitert und erneuert.
1969 waren 77 Empfänger installiert:
- 1 Telefunken Langwellenempfänger EST 108 LW/R
- 7 × 2 Telefunken Diversity-Empfänger EST 305 KW
- 9 × 2 Siemens Diversity-Empfänger 2 KW 1/3
- 8 Telefunken Einseitenband-Empfänger EST304KW
- 8 Siemens Einseitenband-Empfänger KW 2/6
- 8 × 2 Siemens Doppel-Diversity-Empfänger Funk 125E101a[10]
- 5 × 2 Siemens Doppel-Diversity-Empfänger Funk 125E103b

In den späten 70er Jahren kamen mit sechs Telefunken-Empfängern E1501 die ersten voll transistorisierten Empfänger hinzu.

## Nachnutzung

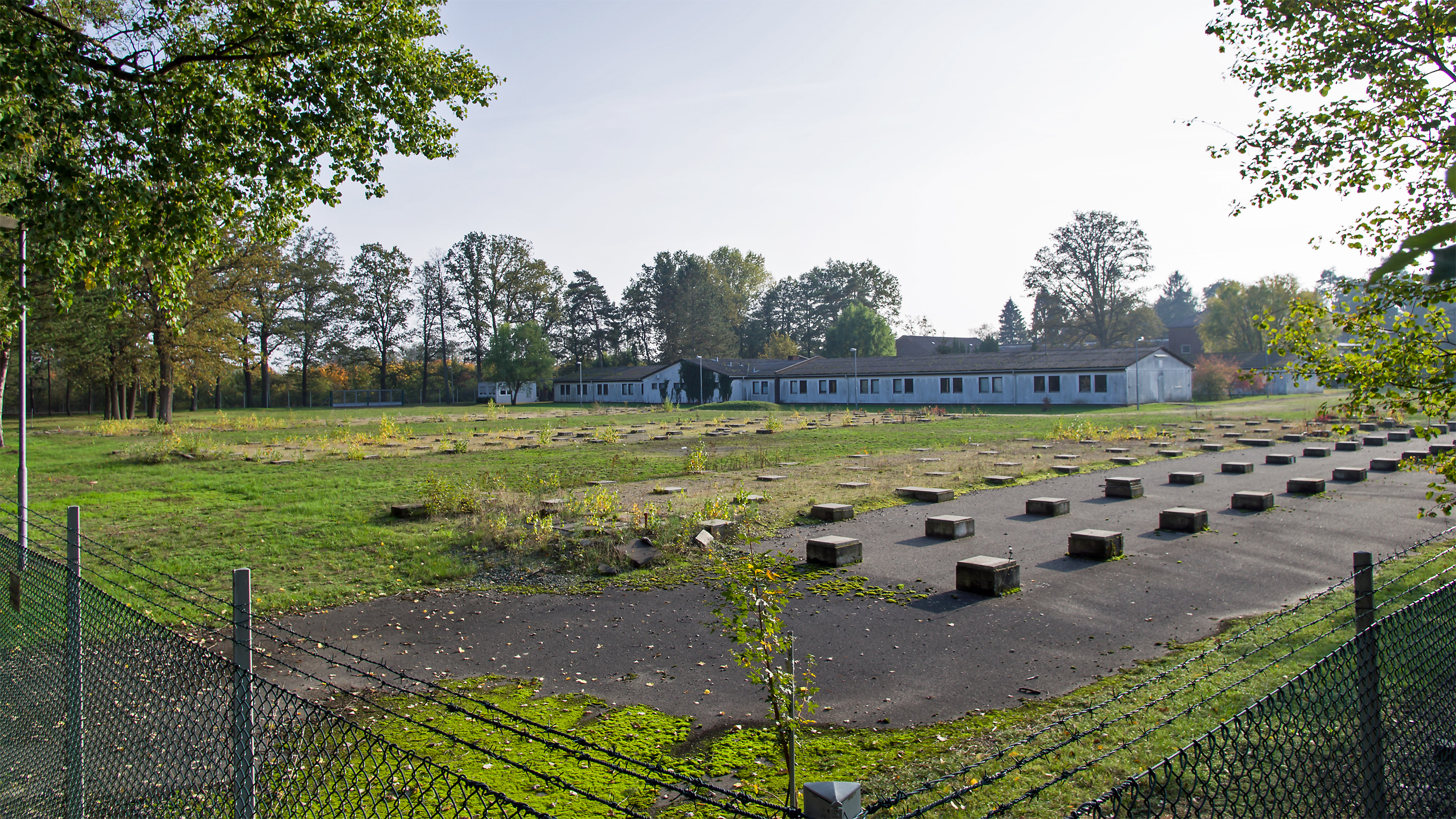
Fundamentreste des Containerdorfes (2019)

Ab 1979 wurde das Gelände von Kräften der Polizei Niedersachsen mitgenutzt, die bei den Protesten gegen das nahegelegene Brennelemente-Zwischenlager Gorleben und die Castor-Transporte eingesetzt waren. Diese belegten nach Umbaumaßnahmen zunächst einige Räume der Üfest. Später wurden im Außenbereich zusätzliche Containergebäude errichtet, die bis zu 1000 Einsatzkräften Unterkunft boten. Im Sommer 2005 wurden die Wohncontainer durch einen Großbrand zerstört. Während der Flüchtlingskrise in Deutschland 2015/2016 diente das Areal als Notunterkunft für mehrere hundert Flüchtlinge. In dieser Zeit kam es zu weiteren kleineren Bränden. Die Nachnutzung als Flüchtlingsunterkunft endete am 30. September 2016.
Im Januar 2023 wurden Pläne einer Investorengruppe bekannt, das Gelände erwerben und im Hauptgebäude rund 40 Wohnungen schaffen zu wollen. Der daneben befindliche barackenartige Gebäudekomplex soll demnach abgerissen werden und auf der Fläche Stellplätze für rund 20 Tiny Houses in Rundling-ähnlicher Anordnung entstehen. Der Mietvertrag der Zentralen Polizeidirektion Niedersachsen läuft allerdings noch bis Ende 2025.